# Kuzma
Kuzma – dawna amerykańska firma konstruująca samochody wyścigowe, założona przez Eddiego Kuzmę. Samochody Kuzma uczestniczyły w zawodach Indianapolis 500 w latach 1951–1960, a w serii AAA w latach 1951–1972.

## Wyniki w Indianapolis 500
| Sezon | Kierowca          | Poz. start. | Wynik | Punkty | Uwagi           | Wyniki |
| ----- | ----------------- | ----------- | ----- | ------ | --------------- | ------ |
| 1951  | Walt Faulkner     | 14          | NU    |        | silnik          | Wyniki |
| 1952  | Troy Ruttman      | 7           | 1     | 8      |                 | Wyniki |
| 1953  | Chuck Stevenson   | 16          | NU    |        | wycieki paliwa  | Wyniki |
| 1953  | Pat Flaherty      | 24          | NU    |        | wypadek         | Wyniki |
| 1953  | Manny Ayulo       | 4           | 13    |        | silnik          | Wyniki |
| 1953  | Tony Bettenhausen | 6           | 9     |        | wypadek         | Wyniki |
| 1953  | Bob Sweikert      | 29          | NU    |        | zawieszenie     | Wyniki |
| 1954  | Chuck Stevenson   | 5           | 12    |        |                 | Wyniki |
| 1954  | Manny Ayulo       | 22          | 13    |        |                 | Wyniki |
| 1954  | Jimmy Bryan       | 3           | 2     | 6      |                 | Wyniki |
| 1955  | Johnny Thomson    | 33          | 4     | 3      |                 | Wyniki |
| 1955  | Duane Carter      | 18          | 11    |        |                 | Wyniki |
| 1955  | Jimmy Bryan       | 11          | NU    |        | pompa paliwa    | Wyniki |
| 1955  | Rodger Ward       | 30          | NU    |        | wypadek         | Wyniki |
| 1956  | Bob Sweikert      | 10          | 6     |        |                 | Wyniki |
| 1956  | Johnny Thomson    | 18          | NU    |        | wypadek         | Wyniki |
| 1956  | Jimmy Bryan       | 19          | 19    |        |                 | Wyniki |
| 1956  | Billy Garrett     | 29          | 16    |        |                 | Wyniki |
| 1956  | Gene Hartley      | 22          | 11    |        |                 | Wyniki |
| 1956  | Eddie Johnson     | 32          | 15    |        |                 | Wyniki |
| 1957  | Jimmy Bryan       | 15          | 3     | 4      |                 | Wyniki |
| 1957  | Johnny Thomson    | 11          | 12    |        |                 | Wyniki |
| 1957  | Chuck Weyant      | 25          | 14    |        |                 | Wyniki |
| 1957  | Eddie Sachs       | 2           | NU    |        | wycieki paliwa  | Wyniki |
| 1958  | Art Bisch         | 28          | NU    |        | wypadek         | Wyniki |
| 1958  | Johnnie Tolan     | 30          | 13    |        |                 | Wyniki |
| 1958  | Dempsey Wilson    | 32          | NU    |        | pożar           | Wyniki |
| 1958  | A J Foyt          | 12          | NU    |        | wypadek         | Wyniki |
| 1958  | Eddie Sachs       | 18          | NU    |        | skrzynia biegów | Wyniki |
| 1959  | A J Foyt          | 17          | 10    |        |                 | Wyniki |
| 1959  | Gene Hartley      | 9           | 11    |        |                 | Wyniki |
| 1959  | Eddie Sachs       | 2           | NU    |        | wypadek         | Wyniki |
| 1959  | Al Keller         | 28          | NU    |        | silnik          | Wyniki |
| 1959  | Bill Cheesbourg   | 30          | NU    |        | iskrownik       | Wyniki |
| 1960  | Duane Carter      | 27          | 12    |        |                 | Wyniki |
| 1960  | Bill Homeier      | 31          | 13    |        |                 | Wyniki |